# Belfonds
Belfonds är en kommun i departementet Orne i regionen Normandie i nordvästra Frankrike. Kommunen ligger i kantonen Sées som tillhör arrondissementet Alençon. År 2022 hade Belfonds 208 invånare.

## Befolkningsutveckling
Antalet invånare i kommunen Belfonds
| Referens: INSEE |